# Lambiheu Lambaro Angan
Lambiheu Lambaro Angan is een bestuurslaag in het regentschap Aceh Besar van de provincie Atjeh, Indonesië. Lambiheu Lambaro Angan telt 516 inwoners (volkstelling 2010).